# 胡克陨击坑
胡克陨击坑（Hooke）是火星阿耳古瑞区的一座撞击坑，中心坐标位于南纬45.2度、西经45.2度处，直径139公里，其名称取自英国物理学家暨天文学家罗伯特·胡克（1653年-1703年)，1973年被国际天文联合会批准接受。。
胡克陨击坑内有一座为阿耳古瑞平原最低点的更小撞击坑；坑内部分沙丘上分布有冲沟。虽然这些冲沟可能与陨坑壁和其他陡坡上发现的冲沟略有不同，但一些人认为它们都是由流水冲刷而成。

## 图集

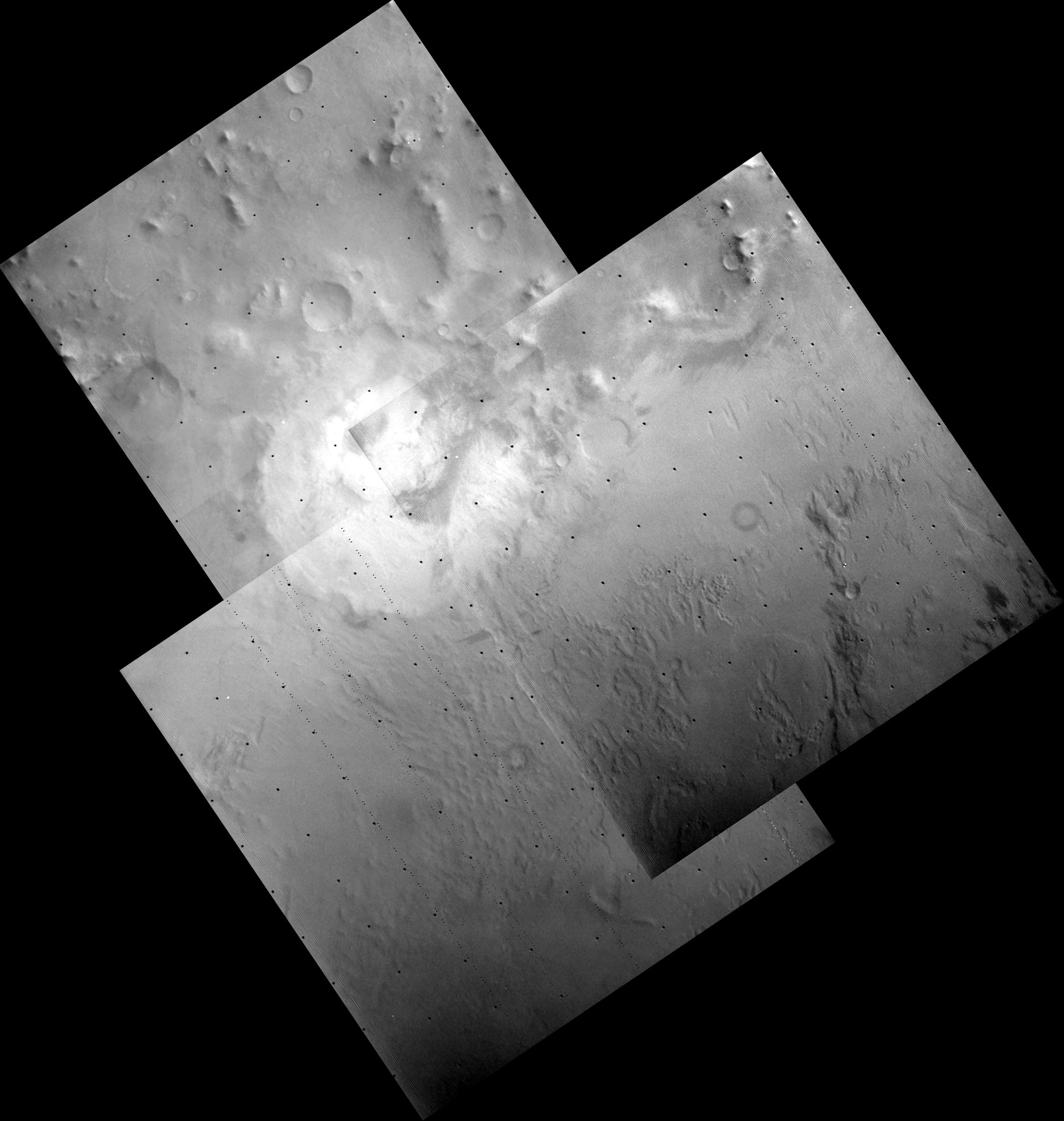
位于海盗1号轨道器拼接图中间附近的胡克陨击坑。
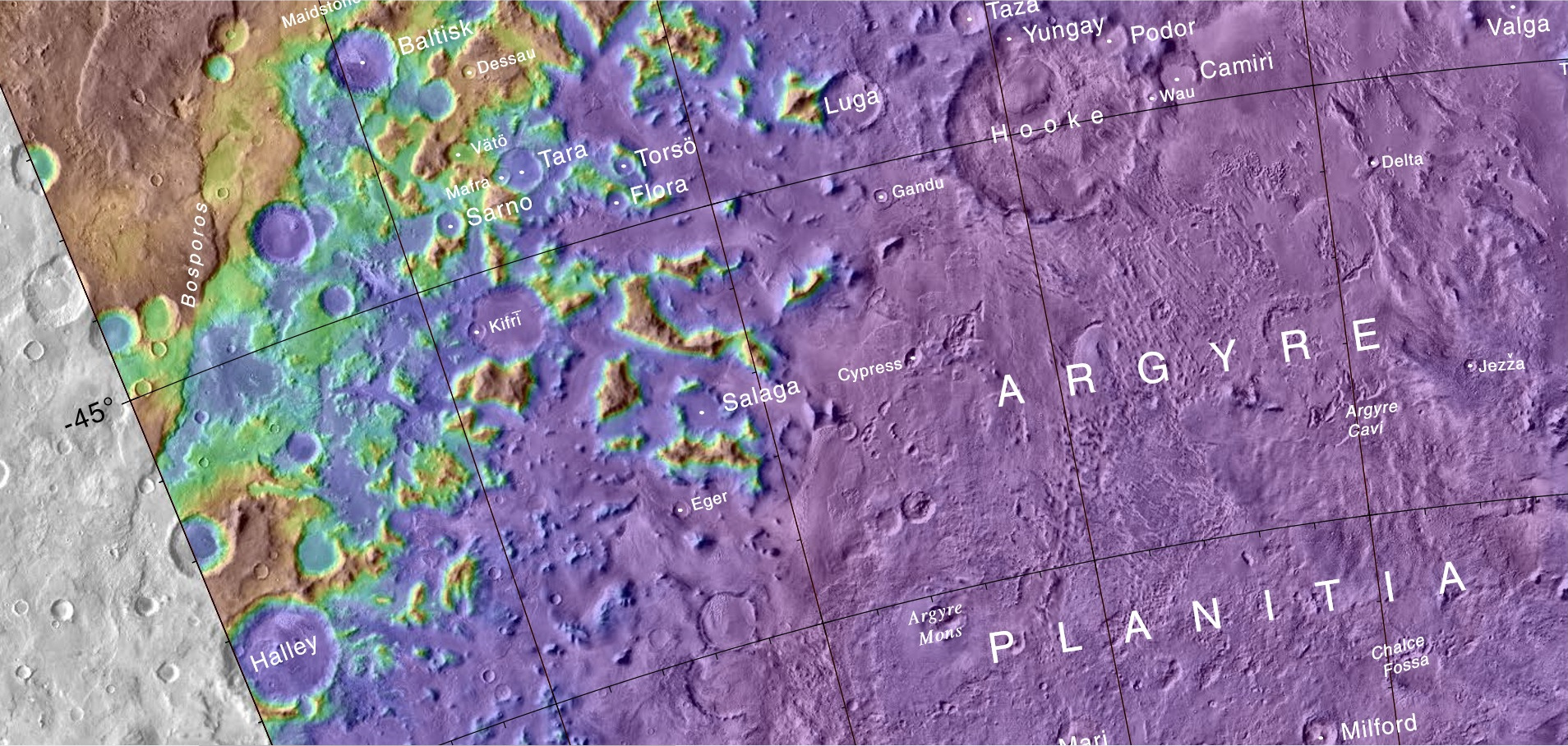
显示胡克陨击坑和附近其他特征位置的地形图。
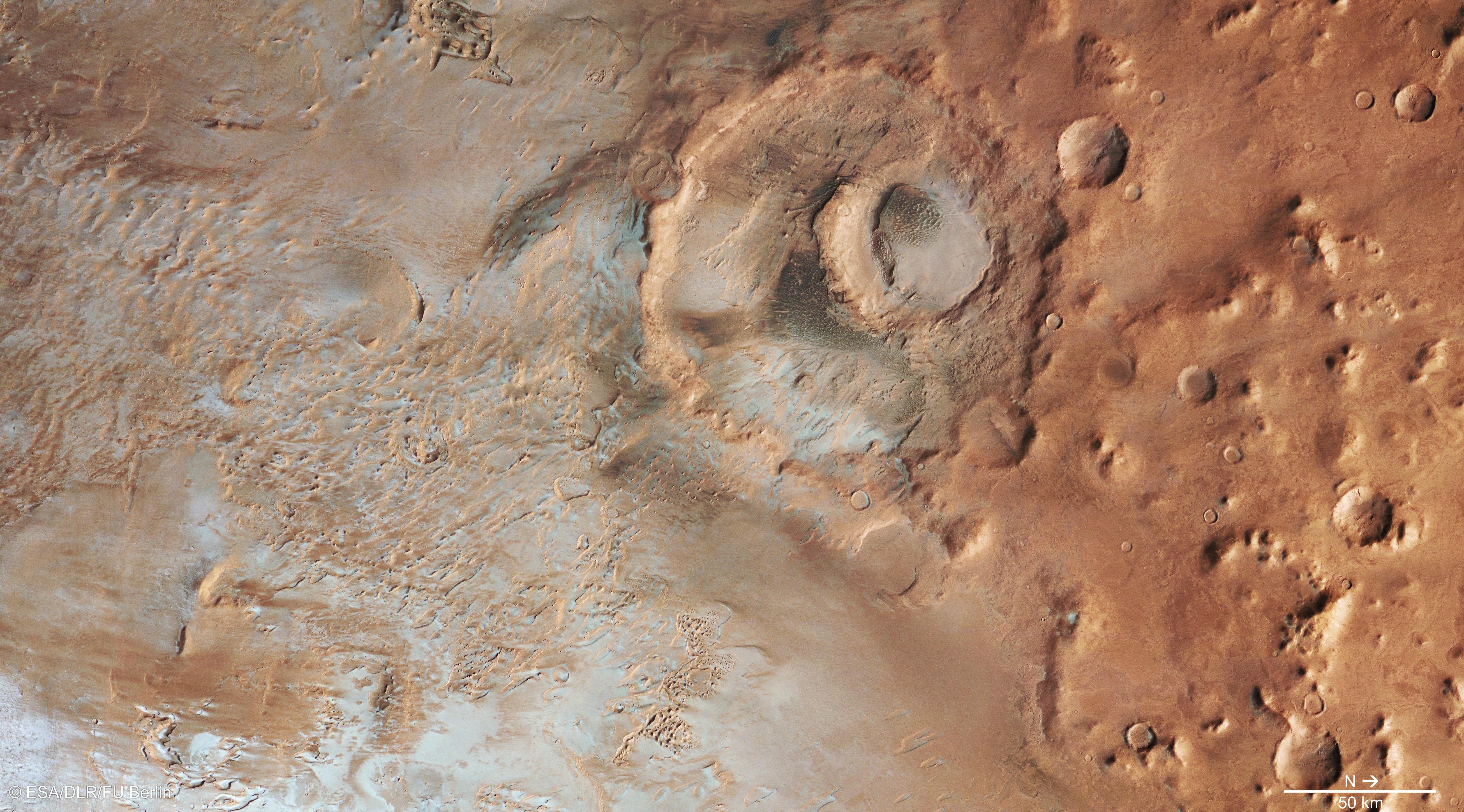
火星快车号显示的胡克陨击坑 (右为北)。
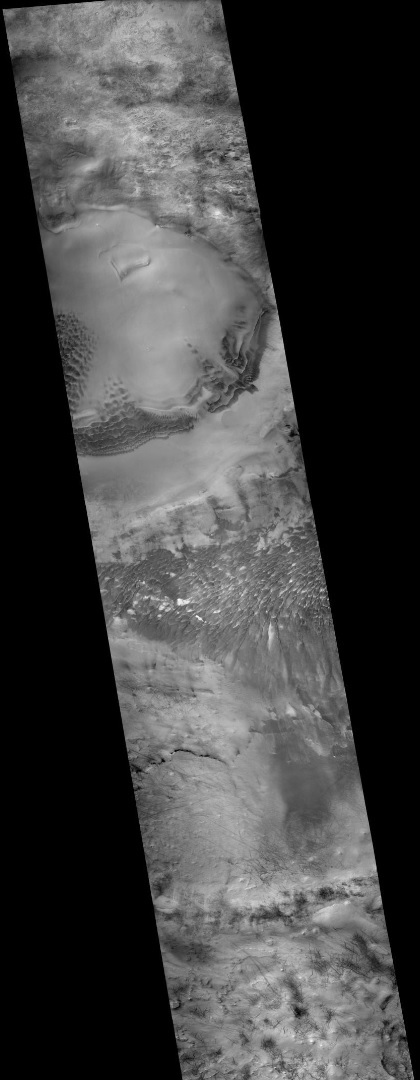
火星勘测轨道飞行器背景相机拍摄的胡克陨击坑，黑色地区为沙丘。
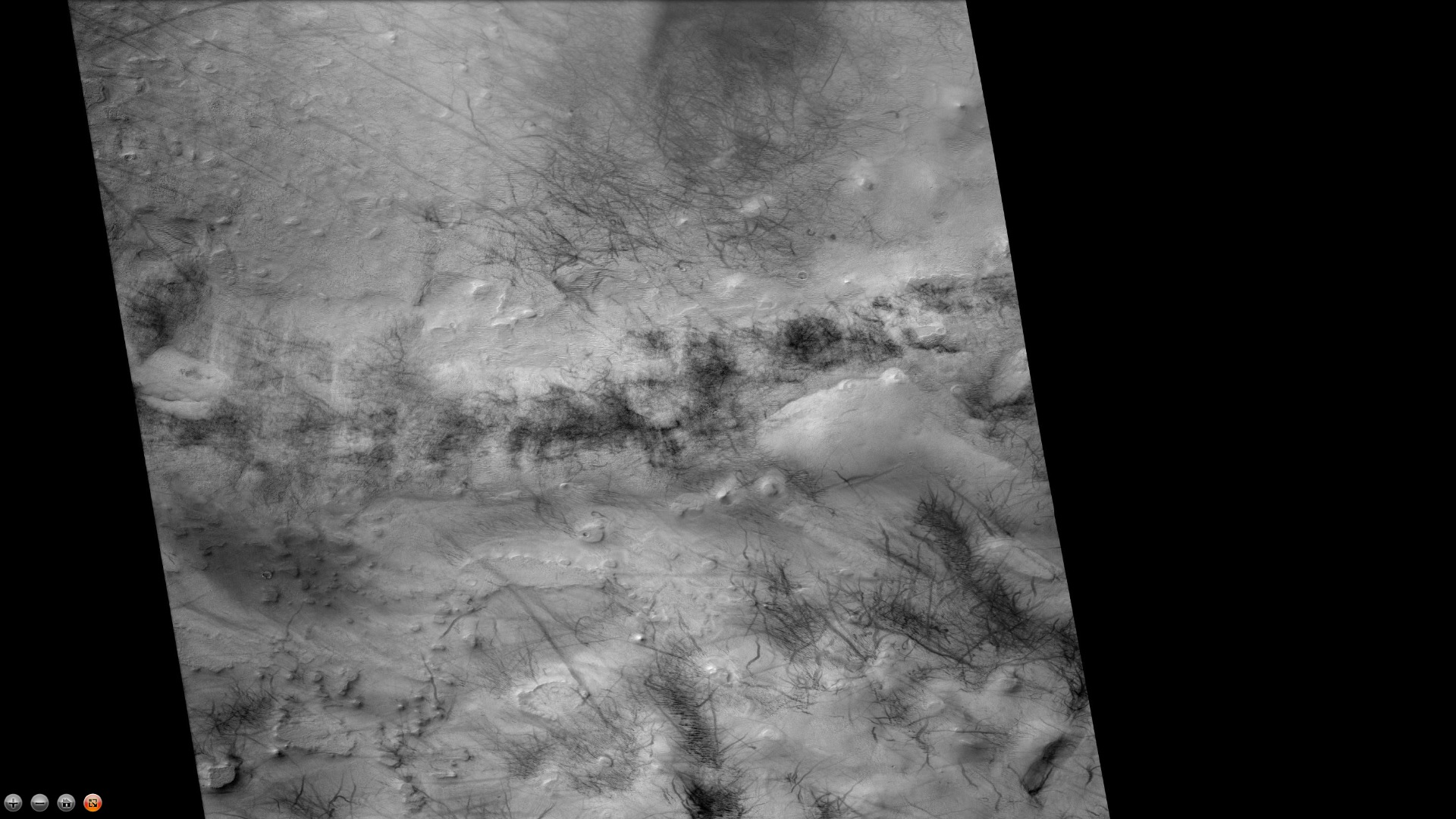
背景相机拍摄的坑内及周边尘暴痕迹，注：这是前一幅图像的放大版。
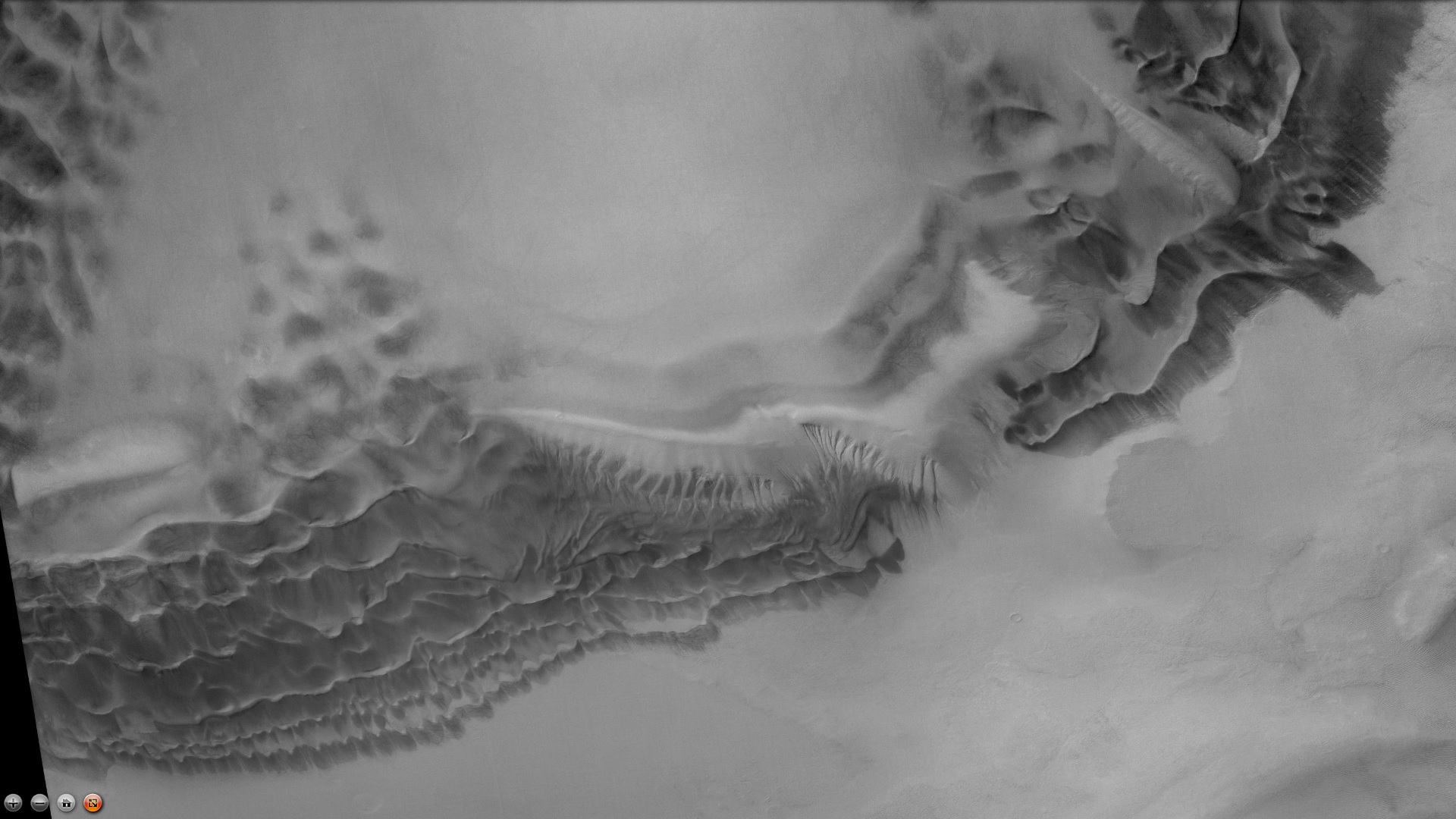
背景相机拍摄的坑内沙丘和冲沟，注：这是前一幅图像的放大版。
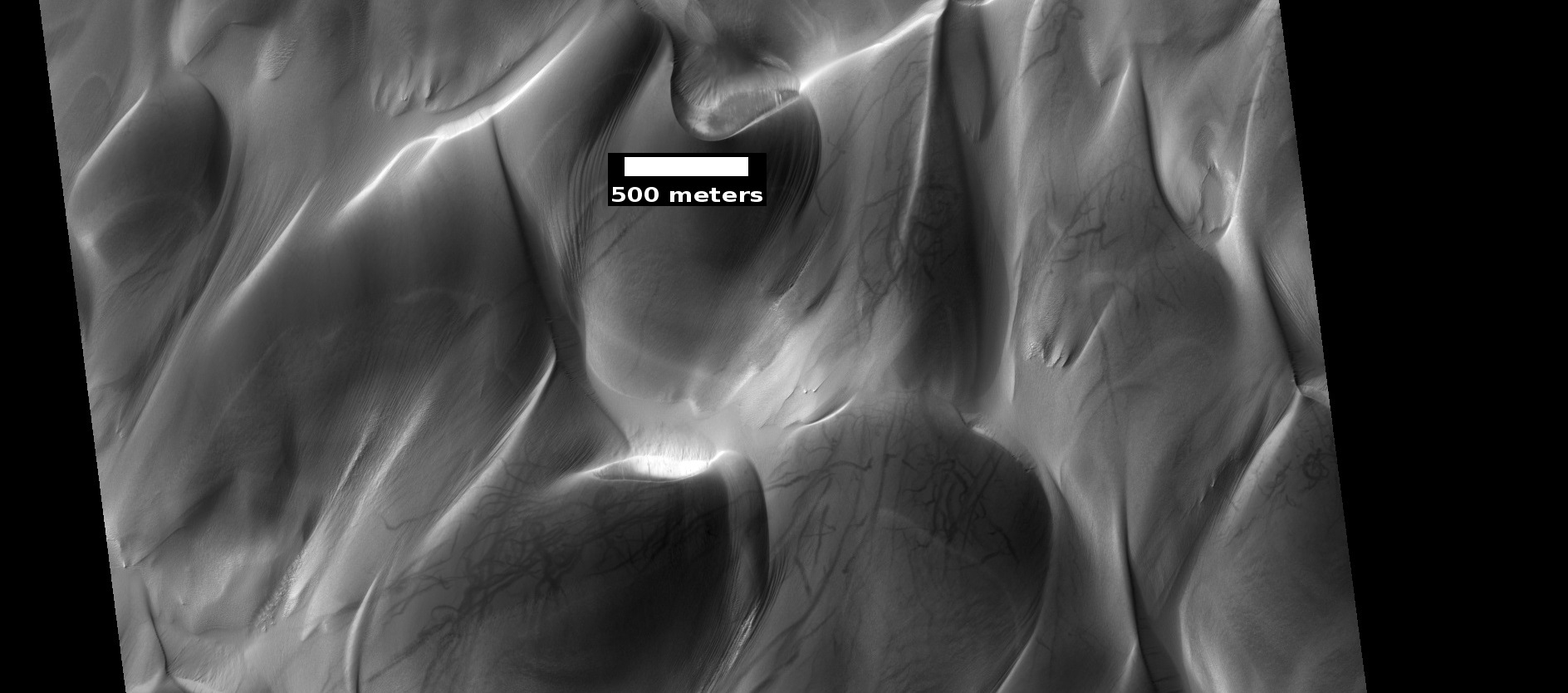
高分辨率成像科学设备显示的胡克坑内的沙丘和尘暴痕迹，一些冲沟也清晰可见。

## 另请查看
- 火星撞击坑